# Jerry Scheff
Jerry Scheff (né le 31 janvier 1941) est un bassiste américain ayant joué pour Elvis Presley, de 1969 à 1973, puis de 1975 à 1977.
Il a aussi joué avec The Doors (sur l'album L.A. Woman), Bob Dylan, Neil Diamond, Sammy Davis Jr., Elvis Costello (sur les albums King of America et Spike) et Pat Boone. 
Il est le père de Jason Scheff (en), le bassiste du groupe Chicago. 